# Grahanandan Singh
Grahanandan Singh   () fou un jugador d'hoquei sobre herba indi, guanyador de dues medalles olímpiques.
S'inicià en l'hoquei mentre estudiava al Government College de Lahore. Després de la partició de l'Índia, entre l'Índia i el Pakistan, el 1947 es va traslladar a Calcuta, on continuà jugant a hoquei.
El 1948 va prendre part en els Jocs Olímpics d'Estiu de Londres, on va guanyar la medalla d'or en la competició d'hoquei sobre herba. Quatre anys més tard, als Jocs de Hèlsinki, revalidà la medalla d'or en la mateixa competició.
El 1949 es va unir a la Marina Índia, on es va retirar com a comandant. Una vegada retirat de l'hoquei va ocupar diversos càrrecs directius a la Federació Asiàtica d'Hoquei i la Federació Índia d'Hoquei.